# Carlos Enríquez
Carlos Enríquez Gómez (Zulueta, antigua provincia de las Villas, Cuba, 3 de agosto de 1900 - 2 de mayo de 1957) fue un pintor a quien se considera uno de los artistas de la Primera Vanguardia Cubana.

## Actividad profesional
Fue un pintor de grandes cualidades naturales cuyo único estudio formal lo realizó por poco tiempo en la Academia de Bellas Artes de Pensilvania y luego regresó a su país en 1925. En 1927 dos de sus obras consistentes en desnudos femeninos fueron retiradas de la Exposición de Arte Nuevo por "realismo exagerado", lo que le movió a volver al extranjero y se dirigió a España y Francia, viaje en el que recibió influencia que incidió en su obra. Alejo Carpentier afirmó que ese viaje le apartó de toda su potencialidad de escándalo y, según los críticos, fue la época donde realizó  sus mejores obras, tales como Primavera bacteriológica, Crimen en el aire con Guardia Civil y su Virgen del Cobre, cuadro en el que el tópico afrocubano asume un sincretismo religioso, símbolo del mestizaje antillano que se contrapone a la imagen tradicional de la Patrona de Cuba, dada por el cristianismo.
En 1935 se radicó en forma definitiva en su país y comenzó a definir nuevas orientaciones plásticas, referidas al ambiente rural de Cuba, etapa que identificó como "el romancero guajiro". En ella, sin abandonar el erotismo y la anatomía femenina, recogió en sus obras las leyendas del campo, la imagen de héroes y bandidos, el recuerdo de los patriotas y una fina denuncia social. Pertenecen a ese período, entre otros, los cuadros Las bañistas de la laguna, Campesinos felices, Dos Ríos, El rapto de las mulatas, Rey de los Campos de Cuba y Combate, que lo ubican a la vanguardia del modernismo cubano. En 1935 fue premiado en el Salón Nacional de Pintura y Escultura con su óleo Manuel García, rey de los campos de Cuba.

## El escritor
Además de la pintura incursiona en la literatura y le pertenecen las novelas Tilín García, La Feria de Guaicanama y La Vuelta de Chencho. Hace exposiciones en países como Estados Unidos y México.

## Valoración
Carlos Enríquez fue un rebelde del pincel; en su discurso pictórico tomaron protagonismo los símbolos propios de la nacionalidad cubana: la Palma Real, lo mestizo, la luz del trópico y, además, se destacó por su forma de reflejar en sus obras la belleza del cuerpo femenino, razón por la que chocó con sus contemporáneos. Considerado como uno de los mejores artista de la plástica cubana de la primera mitad del siglo XX, sus cuadros se encuentran en el Museo Nacional de Bellas Artes de La Habana.
Murió en mayo de 1957.